# Wachet auf, ruft uns die Stimme (Bach)
(William Gillies Whittaker)
Wachet auf, ruft uns die Stimme ("Destatevi, ci chiama la voce"), BWV 140, è una cantata sacra di Johann Sebastian Bach. Essa è considerata una delle sue opere sacre più eseguite. Compose la cantata corale a Lipsia per la ventisettesima domenica dopo la Trinità e la eseguì per la prima volta il 25 novembre 1731.
Bach compose questa cantata per completare il suo secondo ciclo annuale di cantate corali, iniziato nel 1724. La cantata è basata sull'inno in tre strofe Wachet auf, ruft uns die Stimme (1599) di Philipp Nicolai, che copre la lettura prescritta per la domenica, la parabola delle Dieci Vergini. Il testo e la melodia delle tre strofe dell'inno appaiono invariati in tre dei sette movimenti (il primo, il quarto ed il settimo). Un autore sconosciuto ha fornito ulteriore poesia per i movimenti interiori come sequenze di recitativo e duetto, basate sulla poesia d'amore del Cantico dei Cantici. Bach ha strutturato la cantata in sette movimenti, impostando la prima strofa come fantasia corale, la seconda strofa nel movimento centrale nello stile di un preludio corale e la terza strofa come corale in quattro parti. Ha impostato i nuovi testi come recitativi drammatici e duetti d'amore, simili all'opera contemporanea.
Bach usò il movimento centrale della cantata come base per il primo dei suoi corali Schübler (BWV 645-650).

## Descrizione
Bach compose la cantata a Lipsia per la ventisettesima domenica dopo la Trinità. Questa domenica ricorre solo quando la Pasqua è anticipata. Le letture prescritte per la domenica erano dalla Prima Lettera ai Tessalonicesi (1 Tessalonicesi 5:1–11), e dal Vangelo di Matteo, la parabola delle dieci vergini (Matteo 25:1–13).
Il testo delle tre strofe appare invariato e con la melodia nei movimenti esterni e in quelli centrali (il primo, il quarto ed il settimo), mentre un autore sconosciuto è l'autore del testo utilizzato per gli altri movimenti. Si riferisce alla poesia d'amore del Cantico dei Cantici, mostrando Gesù come lo sposo dell'anima. Secondo lo studioso di Bach Christoph Wolff, il testo era già disponibile quando Bach compose il suo ciclo di cantate corali.
Poiché il testo e i suoi temi escatologici sono associati anche all'Avvento, la cantata viene comunemente eseguita durante quel periodo.

## Struttura
La cantata è stata composta per tre solisti vocali (soprano, tenore e basso), un coro a quattro voci e un'orchestra composta da un corno (segnato "con la parte", per rinforzare il soprano), due oboi, taille, violino piccolo, archi e basso continuo, incluso il fagotto.
1. Coro: Wachet auf, ruft uns die Stimme
2. Recitativo (tenore): Er kommt, er kommt
3. Aria (duetto, soprano e basso): Wann kommst du, mein Heil
4. Corale (tenore): Zion hört die Wächter singen
5. Recitativo (basso): So geh herein zu mir
6. Aria (duetto, soprano e basso): Mein Freund ist mein
7. Corale: Gloria sei dir gesungen